# 郭应禄
郭应禄（1930年5月4日—），山西定襄人，中國共產黨黨員，中国泌尿外科专家，中国工程院医药卫生学部院士。

## 生平
郭应禄出生于山西省定襄县农村，其父亲郭时中毕业于北京大学医学部后在天津行医。1942年郭应禄随母亲到天津与父亲团聚。郭应禄在天津曾就读于津沽大学附属中学（今天津市实验中学）。1951年考入北京大学医学院。本科毕业后，郭应禄又考取了著名泌尿外科医学家吴阶平的研究生，随后进入北京医学院附属医院（今北京大学第一医院）工作。1999年郭应禄当选中国工程院医药卫生学部院士，是目前中国泌尿外科领域唯一的院士。
由于郭应禄在中国男科学领域地位重要，所以很多医院、门诊和医药商利用其知名度进行宣传。